# París-Tours 1949
La París-Tours 1949 fue la 43.ª edición de la clásica París-Tours. Se disputó el 15 de mayo de 1949 y el vencedor final fue el belga Albert Ramon, que se impuso a sus cuatro compañeros de fuga.  

## Clasificación general[3]
|    | Ciclista        | Equipo             | Tiempo     |
| -- | --------------- | ------------------ | ---------- |
| 1  | Albert Ramon    | Ganna              | 6h 03' 58" |
| 2  | Paul Neri       | -                  | m.t.       |
| 3  | Jacques Geus    | -                  | m.t.       |
| 4  | Roger Lévêque   | Dilecta-Wolber     | m.t.       |
| 5  | Jean Lauk       | -                  | a 14"      |
| 6  | Raymond Guegan  | -                  | a 1'07"    |
| 7  | Georges Claes   | -                  | m.t.       |
| 8  | Urbain Caffi    | -                  | m.t.       |
| 9  | Marcel Ryckaert | -                  | m.t.       |
| 10 | Maurice Mollin  | Mercier-Hutchinson | m.t.       |